# Abies durangensis
Abies durangensis ist eine Nadelbaumart aus der Gattung der Tannen (Abies). Das natürliche Verbreitungsgebiet liegt im Norden Mexikos.

## Beschreibung
Abies durangensis wächst als immergrüner Baum, der Wuchshöhen von 20 bis 40 Metern und Brusthöhendurchmesser von bis zu 150 Zentimetern erreichen kann. Vom geraden Stamm gehen die langen Äste horizontal ab. Die Krone ist fast konisch bis unregelmäßig rund geformt. Junge Bäume haben eine glatte, grau oder rotbraun gefärbte Borke. Bei Altbäumen ist sie tief gefurcht und in längliche Platten zerteilt. Sie weist eine schwarzbraune Färbung auf. Die gefurchte, glatte oder spärlich behaarte Zweigrinde ist purpurrot bis rotbraun gefärbt. Sie weist runde oder eiförmige Blattnarben auf.
Die länglich-eiförmigen Knospen werden 4 bis 5 Millimeter lang. Sie sind von einer rosa-gelben Harzschicht umgeben. Die stumpfen oder an der Spitze abgerundeten Nadeln werden 1,4 bis 4,5 Zentimeter lang und 1 bis 1,6 Millimeter breit. Sie sind an der Nadeloberseite hellgrün und an der Nadelunterseite blaugrün gefärbt. Man findet an der Nadelunterseite zwei weiße Stomatareihen.
Die in den Blattachseln stehenden männlichen Blütenzapfen werden 1 bis 2 Zentimeter lang. Die aufrecht stehenden, fast zylindrischen Zapfen werden 5 bis 10 Zentimeter lang und 3 bis 4,5 Zentimeter dick. Sie stehen auf einem kurzen Stiel. Zur Reife sind sie blassgelb bis mittelbraun gefärbt. Der harzige, gelbe Samen wird 6 bis 8 Millimeter lang. Jedes Samenkorn besitzt einen 7 bis 10 Millimeter langen, orangegelben Flügel.

## Verbreitung und Standort
Das natürliche Verbreitungsgebiet von Abies durangensis liegt in Mexiko. Es erstreckt sich im Süden vom nördlichen Jalisco über Sinaloa und Durango im Norden bis nach Chihuahua und dem nordwestlichen Coahuila.
Abies durangensis ist eine Baumart des feucht-kühlen Klimas. Sie wächst in Höhenlagen von 1600 bis 2900 Metern. Meist werden gut durchlüftete Schutthalden und Lithosole, seltener feuchte Schluchtböden besiedelt.
Es werden meist Mischbestände mit der Mexikanischen Zypresse (Cupressus lusitanica), dem Alligator-Wacholder (Juniperus deppeana), der Chihuahua-Fichte (Picea chihuahuana), Pinus durangensis, Pinus leiophylla, Pinus strobiformis und mit der Douglasie (Pseudotsuga menziesii) gebildet.

## Systematik
Abies durangensis wird innerhalb der Gattung der Tannen (Abies) der Sektion Grandes zugeordnet. Die Erstbeschreibung erfolgte 1942 durch Maximino Martínez in „Anales del Instituto de Biología de la Universidad Nacional de México“, Band 13, Seite 621.

### Varietäten
Abies durangensis wird meist in zwei Varietäten unterteilt:
- Abies durangensis var. coahuilensis (I.M. Johnst.) Martínez kommt nur im äußersten Nordwesten Coahuilas vor. Sie wächst dort nur in zwei Flusstälern.[4] Im Gegensatz zur Typusvarietät bleibt sie meist kleiner und hat kürzere Nadeln. Die Zweigrinde ist zudem dichter behaart und die Nadeln weisen weniger Spaltöffnungen auf. Ein Synonym ist Abies coahuilensis I.M. Johnst.
- Abies durangensis var. durangensis ist die Typusvarietät (Syn.: Abies neodurangensis Debreczy, I.Rácz & R.M.Salazar)[3]: Sie kommt vom nördlichen Mexiko bis zum nördlichen Jalisco vor.[3]

## Gefährdung und Schutz
Abies durangensis wird in der Roten Liste der IUCN als „nicht gefährdet“ geführt. Die var. coahuilensis wird aufgrund ihres kleinen Verbreitungsgebietes als „gefährdet“ eingestuft. Es besteht jedoch keine bekannte Bedrohung für den Bestand. Es wird jedoch bei beiden Varietäten darauf hingewiesen, dass eine neuerliche Überprüfung der Gefährdung nötig ist.